# Kisaura hattorii
Kisaura hattorii är en nattsländeart som först beskrevs av Kuhara 1999.  Kisaura hattorii ingår i släktet Kisaura och familjen stengömmenattsländor. Inga underarter finns listade i Catalogue of Life.